# Lamachus lophyri
Lamachus lophyri là một loài tò vò trong họ Ichneumonidae.